# Сідней (Нью-Йорк)
Сідней (англ. Sidney) — місто (англ. town) в США, в окрузі Делавер штату Нью-Йорк. Населення — 5536 осіб (2020).

## Демографія
Згідно з переписом 2010 року, у місті мешкали 5774 особи в 2520 домогосподарствах у складі 1543 родин. Було 2992 помешкання
Расовий склад населення:
| - 96,4 % — білих - 0,9 % — чорних або афроамериканців - 0,8 % — азіатів - 0,2 % — корінних американців |

До двох чи більше рас належало 1,4 %. Частка іспаномовних становила 2,0 % від усіх жителів.
За віковим діапазоном населення розподілялося таким чином: 21,8 % — особи молодші 18 років, 58,8 % — особи у віці 18—64 років, 19,4 % — особи у віці 65 років та старші. Медіана віку мешканця становила 44,9 року. На 100 осіб жіночої статі у місті припадало 94,8 чоловіків;  на 100 жінок у віці від 18 років та старших — 91,0 чоловіків також старших 18 років.
Середній дохід на одне домашнє господарство  становив 50 081 долар США (медіана — 36 250), а середній дохід на одну сім'ю — 58 367 доларів (медіана — 49 219). Медіана доходів становила 45 240 доларів для чоловіків та 36 618 доларів для жінок. За межею бідності перебувало 21,4 % осіб, у тому числі 41,7 % дітей у віці до 18 років та 6,8 % осіб у віці 65 років та старших.
Цивільне працевлаштоване населення становило 2192 особи. Основні галузі зайнятості: освіта, охорона здоров'я та соціальна допомога — 28,4 %, виробництво — 23,3 %, роздрібна торгівля — 12,8 %, фінанси, страхування та нерухомість — 6,8 %.